# Noémie Lvovsky
Noemie Lvovsky (ur. 14 grudnia 1964 w Paryżu) – francuska scenarzystka, reżyserka i aktorka filmowa.
Zasiadała w jury sekcji "Cinéfondation" na 67. MFF w Cannes (2014).

## Filmografia
scenarzystka
- 1989: Dis-moi oui, dis-moi non
- 1996: Serce duszy
- 1996: Lola w technolandzie
- 2007: Aktorki
- 2013: Un chateau en Italie

reżyserka
- 1989: Dis-moi oui, dis-moi non
- 1999: Nie boję się życia
- 2007: Przetańczyć życie

aktorka
- 2001: Moja żona jest aktorką jako Nathalie
- 2006: Szkoła dla każdego jako Krikorian
- 2011: 17 dziewczyn jako Pielęgniarka szkolna
- 2013: Jacky au royaume des filles jako Tata

## Nagrody
Została uhonorowana nagrodą Kulturalną Francji i nagrodą Quinzaine des Realisateurs.